# Salaberg (zámek)

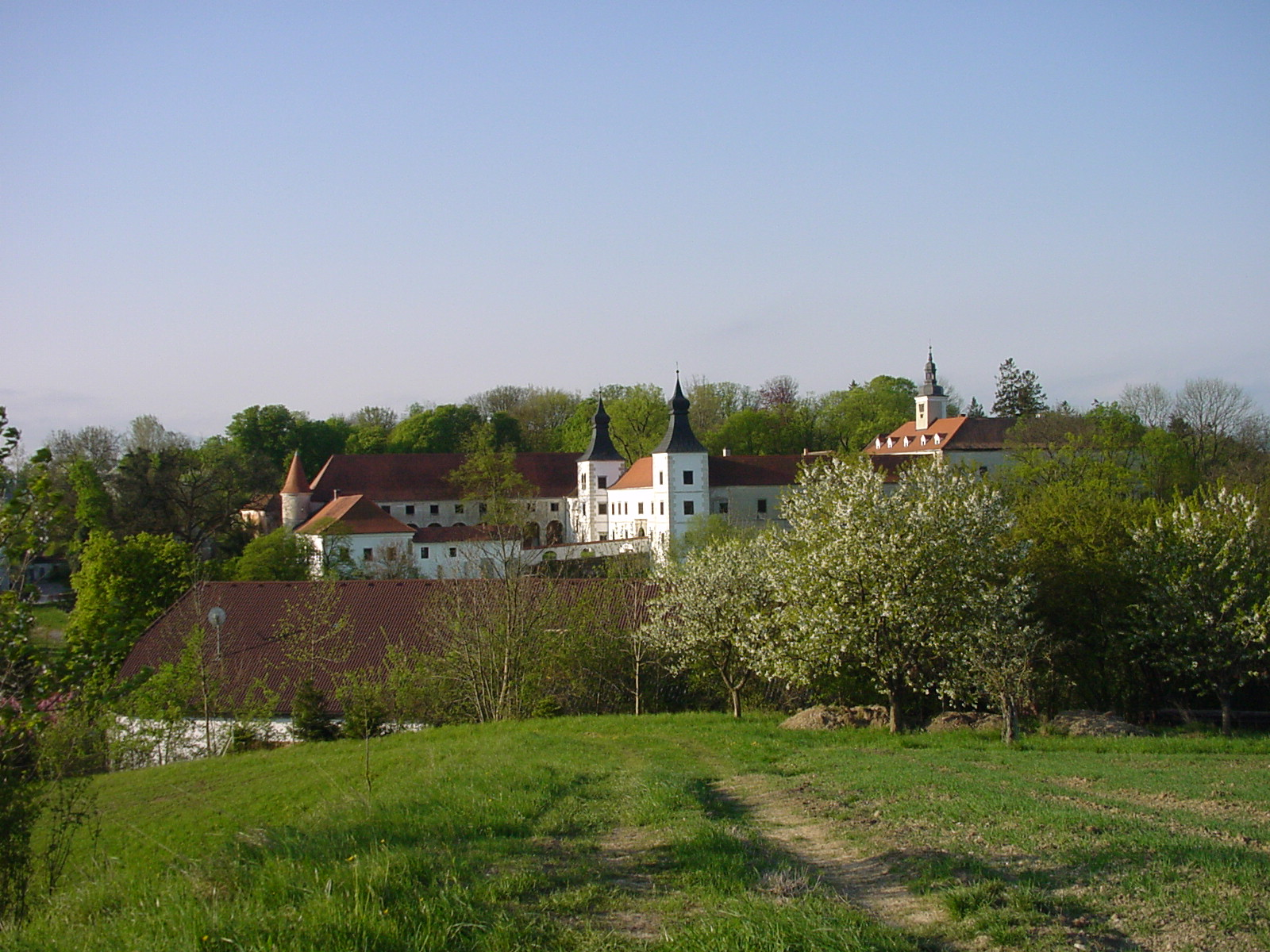
Zámek Salaberg

Zámek Salaberg stojí v městě Haag v okrese Amstetten, v jihozápadní části rakouské spolkové zemi Dolní Rakousy.

## Historie

### Založení stavby
První písemná zmínka o zámku, tehdy ještě hradu, je na listině z roku 1282. V roce 1530 získal hrad obchodník Niclas Kölnbeck ze Steyru. Rodinou Kölnbecků byl hrad renesančně přestavěn na zámek. V té době vznikl arkádový dvůr. Roku 1618 koupila zámek rodina hrabat ze Salburg, přímé předky dnešního majitele Christiana barona z Mylius. Georg Siegmund hrabě Salburg a jeho syn Franz Ferdinand hrabě Salburg, s pozoruhodnou vojenskou kariérou až na generála polního maršála-poručíka, byl nejvýraznějším stavebníkem ze Salabergu. Přestavbou získal zámek vzhled, který se ještě dochoval do dnešní doby.

### Rozšíření zámku
Kolem roku 1640 vzniklo dnešní prostřední nádvoří. Již existující zámek ve východní části získal zámek dvoupodlažní křídla domu. Na nádvoří jsou v rozích dvě vystupující, v půdorysu téměř čtvercovém, věže. Kolem roku 1700 byla postavena zámecká kaple, která vnějším stranou otevírá dvůr, který je do značné míry hospodářským dvorem. Toto rozšíření zámku v 17. a časném 18. století je historicky zajímavé, protože je v protikladu s renesanční částí architektury, je také umělecky cennou vnitřní výbavou a došlo k založení zahrady.
Za Franz Ferdinand hraběte Salburga vznikla také benátská slavnostní síň zámku. Vzhled této slavnostní síně je vyzdoben plastickým štukem, vyšperkovaná malbou a skvostnou prací z umělého mramoru. Tyto mramorové práce provedl Markus-Löwe na levé straně síně, společně s malbami a názorných fresek stropů fascinují každého návštěvníka.

### Renovace
Ve válečných dobách 20. století, zejména v okupační době po vojenském i civilním ubytování, zanechalo na stavbách a i uměleckých dílech nesmírné škody. Kvůli nemilosti té doby mohlo být v sedmdesátých letech započato s cílevědomou opravou. Tyto byly a budou dnešním majitelem společně se spolkovým památkovým úřadem a kulturním oddělením země dolnorakouské, budou dále pokračovat.
V roce 1999 po čtyřleté práce na renovaci lázeňského domu s pomocí Messerschmitt Stiftung, spolkového památkového úřadu byly dohotoveny a mohla po roce 2000 vzniknout zoologická zahrada Haag a veřejnosti otevřena. Lázně ve Salabergu jsou záslužné a ceněny jako rarita vzniku lázní s koupáním v parku.
Zámek v této době není veřejnosti přístupný. Ale benátská síň může být pro privátní slavnosti pronajímaná. Také zámecká kaple, se od roku 1998 restauruje a pro oslavy (např. svatební slavnosti) je k dispozici.